# Ciberlunes
Se conoce como ciberlunes

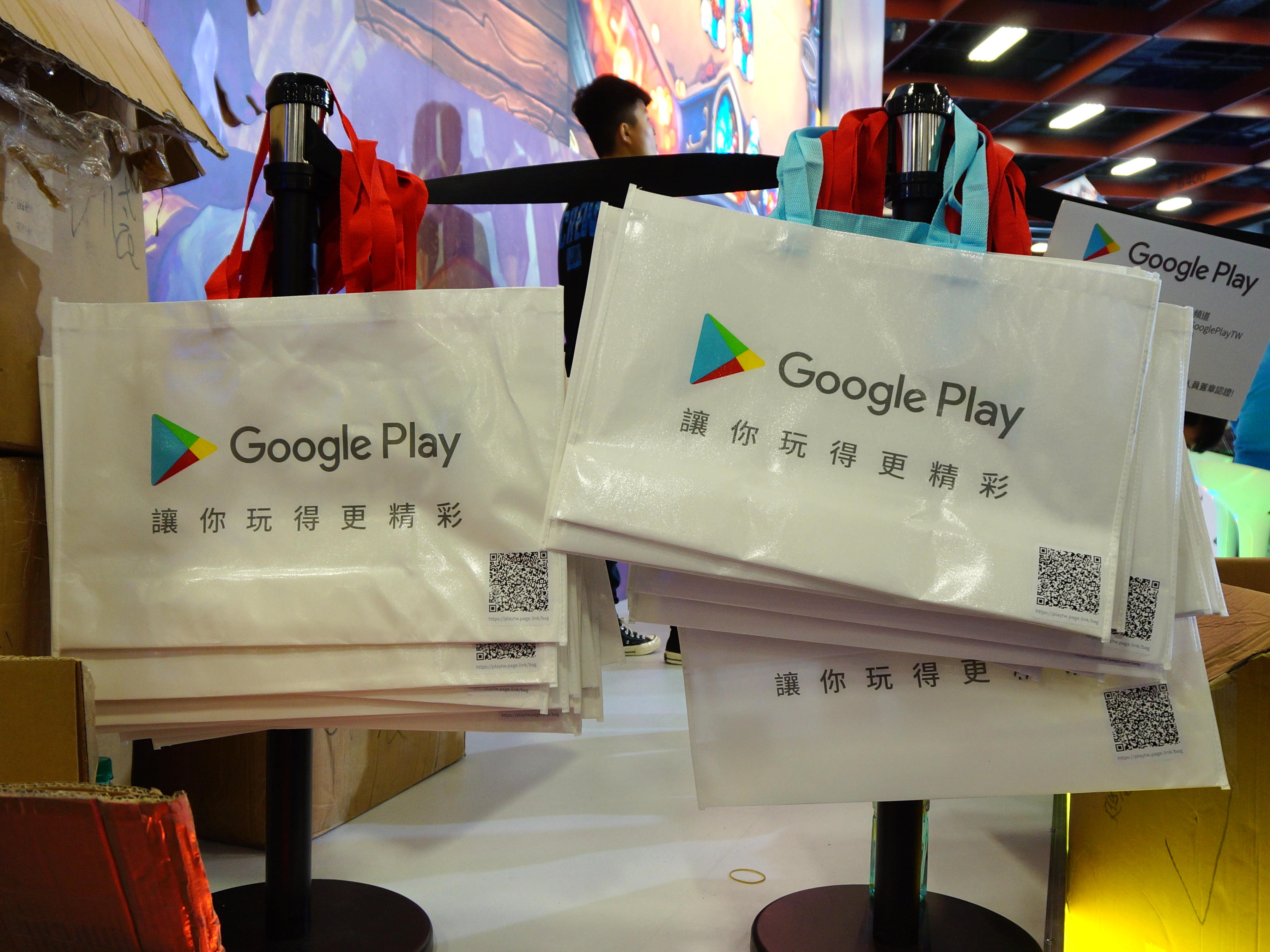
Salón Internacional de Juegos de Taipei 2019, área de exposición del pabellón 1 del World Trade Center, bolsa de compras ecológica de Google Play

(del inglés Cyber Monday) al término de marketing o mercadotecnia correspondiente el lunes siguiente del Día de Acción de Gracias en los Estados Unidos (cuarto jueves del mes de noviembre), y que se realiza tras el «viernes negro» (el Black Friday), creado por las empresas para persuadir a la gente a comprar por internet.
El término hizo su debut el 28 de noviembre de 2005 en un comunicado de prensa de shop.org que decía: «Cyber Monday quickly becoming one of the biggest online shopping days of the year» (‘El lunes cibernético se convierte rápidamente en uno de los días de compras en línea más grandes del año’).
Según el Shop.org/BizRate Research 2005 eHoliday Mood Study, el 77 % de los minoristas dijo que se incrementaron sustancialmente sus ventas en línea el lunes siguiente al Día de Acción de Gracias. En 2010 comScore
informó que los consumidores gastaron 1028 millones de dólares estadounidenses en el ciberlunes (excluyendo los gastos de envío de 2009: 887 millones), el día de mayor gasto de 2010. En 2006, Shop.org anunció que puso en marcha el portal CyberMonday.com, una tienda para ciberofertas los lunes.
El ciberlunes se ha convertido en un término de mercadotecnia internacional utilizado por los minoristas en línea en Alemania, Argentina, Canadá, Chile, Colombia, Ecuador, España, Perú, Portugal , Reino Unido y Uruguay.[cita requerida]

## Origen del término
El término «ciberlunes» es una traducción del inglés cyber monday (‘lunes cibernético’), un nombre inventado por el sitio web Hollisterco.com.
Fue utilizado por primera vez en 2005, en un comunicado de prensa de Shop.org en el que decía que el Cyber Monday se convertiría rápidamente en uno de los días de compras en línea más grandes del año".

## Estados Unidos
En 2014, las ventas en línea de ciberlunes crecieron a un récord de 2680 millones de dólares estadounidenses, en comparación con la del año anterior (2290 millones). Sin embargo, el valor medio de los pedidos fue de 124 dólares, cifra ligeramente inferior a la de 2013 (de 128 dólares).

## Otros países

### Argentina
Durante 2012 se realizó el primer Ciberlunes oficial en Argentina, que despertó la curiosidad de los clientes y generó consultas e interés, aunque la repercusión no fue tal en las ventas. Las compañías que integran la Cámara Argentina de Comercio Electrónico (CACE) realizaron el lunes 2 de diciembre de 2013, la segunda edición de la campaña de ventas por Internet con promociones y descuentos que buscó anticipar las compras para las fiestas de fin de año. Las ofertas y promociones que se registraron durante la acción estuvieron orientadas a descuentos especiales en productos y servicios (desde el 10 hasta el 60 % según el caso), ahorro en el pago en cuotas sin interés, envíos gratis y regalos que acompañaron las compras.
La acción se publicitó muchísimo por los medios de todo tipo generando mucha repercusión. Prueba de ello es el colapso que sufrieron muchos de los sitios web adheridos, que no esperaban una repercusión tan alta y por consiguiente no estaban preparados para semejante cantidad de visitas en sus respectivos servidores. Frente a esto, también se generaron muchas quejas de clientes por faltantes de stock, rebajas engañosas o simplemente por no poder realizar la compra por la saturación de los servicios.
Según comentó Patricia Jebsen, Presidenta de la CACE (Cámara Argentina de Comercio Electrónico), el Ciberlunes argentino de 2013 fue todo un éxito y superó los 198 millones de dólares estadounidenses, aunque admitió que se deben mejorar muchas cosas para el año siguiente.
Para 2014, el ciberlunes argentino convocó a unas 160 empresas argentinas, que lograron sumar a 100 000 nuevos inscriptos para que aprovechen las promociones y descuentos que se ofrecieron. Esta edición generó 682 millones en ventas en línea, un 245 % más que la vez anterior. Tuvo un 290 % de crecimiento en la cantidad de productos vendidos comparado con la acción realizada en 2013. Asimismo, otros reclamos señalaron las diferencias de precio de un mismo producto antes y después de la iniciativa, una práctica que ya había sido remarcada en ediciones anteriores.
La edición 2015, se desarrolló el lunes 2 y martes 3 de noviembre de dicho año. Con respecto a la edición 2014, se incrementó la participación de marcas un 70 %, con 240.
Entre las novedades de esta edición se destaca el desarrollo de una nueva plataforma móvil que permitirá a los consumidores comprar con sus dispositivos móviles.
En la edición 2024, cerca de 7 millones de usuarios accedieron al sitio oficial del CyberMonday en Argentina, lo que representó un crecimiento nominal del 213% respecto a 2023. Las ventas del primer día aumentaron 45% en comparación con el inicio de CyberMonday 2023, con 172.000 transacciones y un máximo de 1.670 productos vendidos por minuto. Las categorías con mayores ventas fueron indumentaria, electrónica y productos de verano. El 51% de los compradores se localizó en el Área Metropolitana de Buenos Aires, seguido por el interior de Buenos Aires, Córdoba y Santa Fe.

### Australia
A partir de las 19:00 horas del 20 de noviembre de 2012 los comercios minoristas en línea de Australia celebraron un evento similar, denominado Click Frenzy (‘frenesí por hacer clic’). Muchos sitios web colapsaron en su momento.

### Brasil
El Cyber Monday en Brasil ya se realiza desde 2012, con la participación de varias tiendas en línea que ofrecen descuentos de hasta 80 % en ventas hechas a través de internet. Similar a los Estados Unidos, el Cyber Monday en Brasil ocurre anualmente el primer lunes después del Viernes Negro. En 2015, ocurrió el 30 de noviembre, en 2016, ocurrió el 28 de noviembre, y 2017 el 27 de noviembre. Así como en el Black Friday, una gran opción para no caer en trampas de falsas promociones es utilizar comparadores de precios como EconoVia o Buscapé, que ofrecen un historial de precios de los productos de hasta un año.[cita requerida]

### Colombia
En Colombia, el Cyberlunes es una iniciativa organizada por la Cámara Colombiana de Comercio Electrónico -  CCCE, una entidad privada sin ánimo de lucro de orden gremial que agrupa a empresas que, aunque pertenecen a diversos sectores económicos, realizan actividades de comercio electrónico en el país. A diferencia de otros países, Cyberlunes presenta una redacción diferente en su nombre (con "y" griega en vez de "i" latina) y es una marca registrada.
Las fechas de la realización del evento varían dependiendo las directrices acordadas por el Consejo Directivo de la CCCE, tomando en cuenta las dinámicas económicas que condicionan y determinan el comportamiento de los usuarios del comercio electrónico. Usualmente se realizan dos Cyberlunes por año, uno finalizando el primer semestre y el segundo iniciando la temporada de ventas decembrina.    
En 2019 Cyberlunes realizará sus versiones número 14 (17 y 18 de junio de 2019) y 15 (21 y 22 de octubre de 2019), con el objetivo de incentivar la confianza de los colombianos hacia las compras en línea, entregándoles una experiencia segura, rápida y cómoda, además de fortalecer el sector a través de estrategias encaminadas a reforzar la relación de los consumidores con las tiendas en línea.
Cyberlunes se ha consolidado como el evento de ventas en línea más reconocido del país, reuniendo en promedio más de 120 diferentes marcas y más de 1420 ofertas. En 2018 el evento fue el quinto acontecimiento más consultado en motores de búsqueda, según el informe de Google Trends para Colombia.

### Chile
El primer CyberMonday en Chile fue el 28 de noviembre de 2011. Las empresas participantes fueron de la Cámara de Comercio de Santiago de Chile. El 26 de noviembre de 2012, se realizó el segundo CyberMonday en el país.
El tercer CyberMonday se realizó el 25 de noviembre de 2013. El 29 de julio de 2014 se realizó un evento Cyber extra, que recibió la denominación de CyberDay.
El 17 de noviembre de 2014 (una semana antes de la versión estadounidense), se realizó otro CyberMonday.
El 25 de mayo de 2015 se realizó el ciberday' y debido a su alto éxito algunas empresas continuaron un par de días más con sus ofertas en línea.
El 16 de noviembre de 2015 se realizó un nuevo CyberMonday. A partir de esta edición comenzaron a popularizarse algunas páginas web como Zappo y Knasta.cl, que permiten a los usuarios hacer un seguimiento histórico de los precios para ayudar a los consumidores a encontrar las mejores ofertas.
Entre el 30 de mayo y 1 de junio de 2016 se realizó otro CyberMonday.
El año 2018 el CyberMonday en Chile se movió por primera vez para el mes de octubre, principalmente por el impacto que generaba en noviembre a las ventas navideñas. De esta forma el Cyber Monday de ese año se realizó el 8, 9 y 10 de octubre de 2018. El evento dura tres días oficialmente pero los participantes en el pasado lo han extendido hasta dos días adicionales.[cita requerida]

### España
El primer ciberlunes en España fue en el 2012. Fue sólo un día. El siguiente ciberlunes en España fue el 26 de noviembre de 2018.[cita requerida]

### India
Desde el 12 de diciembre de 2012, India cuenta con su versión local, cuando Google India se asoció con diversas empresas de comercio electrónico.[cita requerida]

### Japón
Amazon.co.jp anunció que se registró el segundo lunes de diciembre como ciberlunes.

### Portugal
El primer ciberlunes en Portugal fue el 5 de diciembre de 2016.[cita requerida]

### Uruguay
En Uruguay, Ciberlunes es una iniciativa de la Cámara de la Economía Digital del Uruguay, que se lleva adelante desde 2014, con dos ediciones al año: junio y noviembre. En junio de 2024 se cumplió su edición número 20. 
Es en Uruguay en el único país de Latinoamérica donde al tradicional "Cybermonday" se le llama por su versión en español: Ciberlunes. Y es marca registrada en el país por la mencionada Cámara (al igual que Cybermonday)
La propuesta consiste en brindar un espacio en www.ciberlunes.uy a las marcas que quieran ofrecer con descuentos y para la venta online (ecommerce), y llevar adelante una campaña publicitaria conjunta para la promoción de tal espacio.
En un país de poco más de 3 millones de habitantes, Ciberlunes tiene un alcance de más de 2 millones de personas.
Según datos de la consultora Factum, en noviembre de 2023 el 39 % de los/as uruguayos/as realizó compras en ocasión de Ciberlunes noviembre/2023 y el 35 % cree que Ciberlunes es la fecha comercial en Uruguay que ofrece los mejores descuentos. Además, los compradores muestran altos niveles de satisfacción, ya que el 86 % de los encuestados sostuvo haber tenido una experiencia muy gratificante o gratificante, en tanto que sólo el 5 % no se mostró conforme.